# Lompoc
Lompoc és una població dels Estats Units a l'estat de Califòrnia. Segons el cens del 2000 tenia 41.103 habitants.

## Demografia
Segons el cens del 2000, Lompoc tenia 41.103 habitants, 13.059 habitatges, i 9.311 famílies. La densitat de població era de 1.363,4 habitants/km².
Dels 13.059 habitatges en un 41,1% hi vivien nens de menys de 18 anys, en un 51% hi vivien parelles casades, en un 14,8% dones solteres, i en un 28,7% no eren unitats familiars. En el 23,5% dels habitatges hi vivien persones soles el 8,3% de les quals corresponia a persones de 65 anys o més que vivien soles. El nombre mitjà de persones vivint en cada habitatge era de 2,88 i el nombre mitjà de persones que vivien en cada família era de 3,42.
Per edats la població es repartia de la següent manera: un 29,9% tenia menys de 18 anys, un 8,9% entre 18 i 24, un 33,3% entre 25 i 44, un 18,5% de 45 a 60 i un 9,4% 65 anys o més.
L'edat mediana era de 32 anys. Per cada 100 dones de 18 o més anys hi havia 116,4 homes.
La renda mediana per habitatge era de 37.587 $ i la renda mediana per família de 42.199 $. Els homes tenien una renda mediana de 35.074 $ mentre que les dones 26.824 $. La renda per capita de la població era de 15.509 $. Entorn del 12,6% de les famílies i el 15,4% de la població estaven per davall del llindar de pobresa.

## Poblacions més properes
El següent diagrama mostra les poblacions més properes.